# Septerra Core: Legacy of the Creator
Septerra Core: Legacy of the Creator — компьютерная ролевая игра, разработанная компанией Valkyrie Studios и изданная Monolith Productions и TopWare Interactive в 1999 году для персональных компьютеров. На территории России игра была выпущена на английском языке компаниями 1C и Snowball Studios 9 марта 2000 года.
Многие игровые журналисты отметили, что в игре заметно влияние японских консольных ролевых игр. Несмотря на то, что Septerra Core была разработана американскими разработчиками, её иногда причисляют к поджанру JRPG из-за сходства игровой механики и общей стилистики.

## Игровой процесс

Игровой процесс

В игре есть два основных уровня, на которых ведётся игра — глобальная карта, для перемещения по локациям и сами локации, на которых происходит взаимодействие между персонажами и сражения. Игрок управляет группой из трех персонажей, которые путешествуют по игровому миру, выполняют здания, взаимодействуют с неигровыми персонажами и вступают в сражения. В определенных местах игроку даётся возможность переформировать группу и выбрать каких из доступных персонажей взять с собой.

### Сражения
При встрече с врагами, игра переходит в режим битвы. У всех персонажей, в том числе и у врагов, есть шкала выносливости, которая заполняется в реальном времени. Шкала состоит из трех делений, которые соответствуют трем видам атак: сильные, средние и слабые. Сильные атаки наносят больше всего урона, но требуют заполнения трех делений шкалы, средние — двух делений, а слабые — одно деление. Как только игрок выбирает персонажа, время останавливается и дается возможность совершить одну из доступных атак, наложить заклинание с помощью карты веры, либо совершить какое-либо другое действие, например, использовать предмет из инвентаря. Когда у персонажа заканчиваются очки здоровья, он падает на землю без сознания, но не умирает. По завершении сражения он придет в себя с один очком здоровья. Если во время битвы заканчиваются очки здоровья у всех персонажей, игра заканчивается.

### Карты веры
Магическая система игры основана на «картах веры» (англ. Fate cards), которые игрок находит в ходе игры. Карты веры дают различные магические способности, а также до трёх карт могут быть скомбинированы вместе для создания множественной атаки. Использование карт требует траты энергии ядра. У каждого персонажа есть свой показатель энергии, который добавляется в общий для всей группы резерв энергии, доступный для использования всем персонажам.

### Экипировка
В игре множество предметов, которые можно приобрести, купив их в магазине, украв, получив в награду за победу в сражении, или найдя в окружении. Предметы делятся на обычные и ключевые, которые необходимы для прохождения квестов. Для всего не холодного оружия в игре необходима энергия ядра. В отличие от магических карт, оно не тратит энергию персонажа, но требует наличия ядерных двигателей. От мощности двигателя зависит наносимый оружием урон.

## Сюжет

### Игровой мир
Действие игры происходит на планете под названием Септерра (англ. Septerra), которая состоит из ядра и парящих вокруг него семи континентов, именуемых «оболочками мира» (англ. world shells). Континенты расположены друг над другом и соединены «позвоночником», живой осью, вокруг которой вращаются. Ядро планеты является огромным биокомпьютером, который работает на энергии от вращения континентов. Излишки энергии оно излучает в пространство вокруг себя и ей пользуются жители оболочек.
Согласно внутриигровой мифологии, древний герой и полубог по имени Мардук (англ. Marduk) спрятал в ядре планеты реликвию «Дар небес» (англ. Gift of Heaven), чтобы тот не попал в руки зла. По легенде, этот артефакт сможет получить потомок Мардука. Завладев «Даром небес», он приобретет знания создателя и станет богом. Раз в 100 лет оболочки встают таким образом, что луч света достигает ядра. В этот момент ядро активируется и его можно открыть с помощью «ключей-близнецов».

### Персонажи
В Septerra Core: Legacy of the Creator игроку доступны для управления девять персонажей:
- Майя (англ. Maya) — главная героиня и протагонист игры. Жительница второй оболочки, родом из Оазиса. Занимается тем, что собирает мусор, падающий с внешней оболочки. Выросла и была воспитана в страхе перед Избранными. За 15 лет до игровых событий, между Избранными разразилась война, которая затронула вторую оболочку. В ходе этой войны был уничтожен Оазиск, а родители Майи были убиты[11].
- Грабб (англ. Grubb) — житель второй оболочки, механик и изобретатель, а также лучший друг Майи. Предпочитает проводить время в своей мастерской, которая находится к югу от Оазиса[12].
- Раннер (англ. Runner) — робот-компаньон, созданный Граббом. Своим поведением напоминает собаку[13].
- Корган (англ. Corgan) — житель третьей оболочки, один из последних членов священной стражи Уинд-Сити. Фанатично предан своему городу и слабо осведомлен о том как живёт остальной мир[14].
- Лед (англ. Led) — жительница пятой оболочки, механик и пилот, дочь Кемпбелла, генерала Анкары. Отец её выслал на полузаброшенную базу, чтобы защитить от опасности. Лед очень стесняется своих кибернетических ног[15].
- Селина (англ. Selina) — избранная, жительница первой оболочки. В начале игры является сообщницей и любовницей Доскиаса, но вскоре осознает, что его необходимо остановить[16].
- Араим (англ. Araym) — охотник за головами с четвёртой оболочки. В прошлом был экспертом по взрывчатке на пятой оболочке, но в результате несчастного случая потерял обе руки и решил сменить род деятельности[17].
- Баду (англ. Badu) — представитель нечеловекообразной расы, проживавшей в лесах седьмой оболочки, до тех пор, пока избранные не поработили их для использования в качестве рабочей силы в шахтах. Как и другие представители его расы, не обладает зрением[18].
- Лобо (англ. Lobo) — бывший боевой киборг, перепрограммированный и «воспитанный» человеком. Сентиментальный и полный сочувствия. Желает отомстить пирату Коннору, убившему его приёмного отца [19].

### История
Игра начинается незадолго до очередного совпадения континентов. Властолюбивый потомок Мардука Доскиас (англ. Doskias) руководствуясь древним пророчеством решает получить силу бога и устремляет свои корабли к центру планеты.
Главная героиня игры — Майя (англ. Maya), жительница второй оболочки, занимающаяся сбором мусора, падающего с внешней оболочки, на которой живут «избранные». Узнав о плане Доскиаса, она решает остановить его, защитить свою родную землю и спасти обитателей внутренних оболочек.

## Разработка
Разработка Septerra Core началась в Viacom New Media (VNM), подразделении Viacom, занимавшемся разработкой игр по принадлежащим компании франшизам. Подразделение было образовано в 1993 году на базе приобретённой Viacom компании ICOM Simulations, основанной в начале 1980-х. Идея игры принадлежала геймдизайнеру Брайану Бабендерерде, до этого работавшему в том числе над квестом Beavis and Butt-head in Virtual Stupidity. В 1995 году он представил руководству студии концепцию RPG, действие которой происходило в научно-фантастическом мире; в основу сеттинга легли давние наработки Бабендерерде для так и не выпущенного комикса. Проект получил зелёный свет, однако в 1996 году Viacom была выкуплена Virgin Interactive Entertainment, которая переименовала VNM в Rabid Entertainment и впоследствии закрыла в начале 1997 года; команде разработчиков удалось договориться о передаче прав на игру. Выступить издателем предложила Electronic Arts, которая хотела выпустить Septerra Core как часть серии Ultima Ричарда Гэрриота, но Бабендерерде, не желая терять творческий контроль над игрой, принял другое предложение — от немецкой компании TopWare Interactive, обещавшей не вмешиваться в процесс разработки. Получив финансирование, он основал Valkyrie Studios, в которую вошли многие из прежней команды разработчиков; штат студии составлял 15 человек.
Для упрощения процессов студия разработала для Septerra Core движок TerraBuilder, использующий пререндеры вместо трёхмерной графики; это позволило художникам самостоятельно создавать уровни, не обращаясь за помощью к программистам. Визуальный стиль Septerra Core был вдохновлён аниме: Бабендерерде показывал другим разработчикам свои любимые фильмы и сериалы, чтобы объяснить собственное видение будущей игры. По словам геймдизайнера, проект задумывался как мост между западными и восточными RPG, заимствуя характерные элементы и тех, и других. В числе прочих источников вдохновения Бабендерерде назвал классическую архитектуру, французские фэнтези-фильмы, традиционную иллюстрацию и британский киберпанк.
Разработчики хотели сделать игру с полностью озвученными диалогами, общий объём которых составил больше 24 тысяч слов. Кастингом и записью реплик занималась компания Мартина О’Доннелла и Майкла Сальватори Total Audio; они же сочинили саундтрек, сочетавший этнические инструменты и гитары. Часть реплик озвучили сами сотрудники Valkyrie Studios. В январе 1999 года в студии Total Audio случился пожар. О’Доннеллу удалось спасти жёсткие диски, содержащие более 20 часов записей.
В определённый момент издательство TopWare столкнулось в Германии с обвинениями в растратах и налоговом мошенничестве. Из-за судебных разбирательств компания приостановила финансирование Septerra Core. Осенью 1998 года Monolith Productions, по соглашению с TopWare, стала издателем Septerra Core в Северной Америке, что позволило завершить разработку. Игра официально вышла в ноябре 1999 года.
В 2006 году вышло официальное обновление Septerra Core до версии 1.04, исправляющее проблемы с запуском игры на новых версиях Windows. 31 марта 2009 года обновленная до последней версии игра поступила в продажу на сайте GOG.com. 27 сентября 2013 года игра появилась в сервисе цифрового распространения Steam.

## Отзывы
| Сводный рейтинг       | Сводный рейтинг |
| Агрегатор             | Оценка          |
| --------------------- | --------------- |
| GameRankings          | 74,37 %         |
| Metacritic            | 70/100          |
| Иноязычные издания    |                 |
| Издание               | Оценка          |
| CGW                   | [ 38 ]          |
| CVG                   | [ 39 ]          |
| Eurogamer             | 4/10            |
| GamePro               | 4,0/5           |
| GameRevolution        | A-              |
| GameSpot              | 6,7/10          |
| GameSpy               | 78/100          |
| IGN                   | 8,0/10          |
| PC Gamer (US)         | 86 %            |
| RPGFan                | 95 %            |
| Русскоязычные издания |                 |
| Издание               | Оценка          |
| Absolute Games        | 65 %            |
| «НИМ»                 | 8,2/10          |
| «Страна игр»          | 7,5/10          |

Игра получила смешанные, но в целом положительные отзывы критиков. На сайте-агрегаторе профессиональных рецензий Metacritic у игры 70 баллов из 100 возможных. На сайте GameRankings — 74,37 %.
Майкл Вольф из американской версии журнала «PC Gamer» поставил игре 86 %, заявив, что игра стоила долгого ожидания, вызванного проблемами с издателями игры. По его мнению, сильными сторонами игры является глубоко проработанная вселенная, интересный сюжет, удобный интерфейс, интересные персонажи и система магических карт. Он обратил внимание на схожесть игры с консольными ролевыми играми, но при этом заявил, что Septerra Core выглядит лучше каждой из них. В качестве слабых сторон Вольф привел устаревшую в результате затянувшейся разработки графику и сражения, которые иногда становятся слишком утомительными.
Обозреватель сайта «IGN» Тэл Блейвинс дал игре 8 баллов из 10, назвав её «лучшей игрой в консольном стиле со времён Final Fantasy VII». Он похвалил сюжет, графику, удобный интерфейс, игровую механику и боевую систему. Из негативных аспектов игры он назвал линейность и отсутствие многопользовательского режима.
Джейми Мадиган с сайта «GameSpy» поставил игре 78 баллов из 100 и заявил, что Septerra Core принесла на ПК как всё самое лучшее из консольных RPG, так и всё самое худшее. Из положительных моментов игры он отметил фантастический сюжет, диалоги, головоломки и графику. При этом он отметил, что у игры есть определённые проблемы, такие как скучные сражения и мешающие игровому процессу баги.
Эндрю Парк из «Gamespot» написал игре более негативный отзыв и поставил 6.7 баллов из 10. Он заключил, что «интересные персонажи, дружелюбный интерфейс и интригующая магическая система увязли как в небольших, так и в значительных проблемах». По его мнению, слабыми местами игры является боевая система и линейность сюжета.
Обозреватель российского сайта «Absolute Games» поставил игре 65 %, назвав её «клоном» игр серии Final Fantasy. Главном минусом игры он назвал сильно устаревшую и некачественную графику, которая сильно проигрывает вышедшей годом ранее Final Fantasy VII.
Бретт Тодд из журнала Computer Gaming World дал игре отрицательный отзыв, поставив 2 звезды из 5 возможных. В своем обзоре он написал, что Septerra Core — не плохая игра с интересным сюжетом, но из-за неоригинальности, ошибок в игровом дизайне, нестабильности, устаревшей графики и скучных боёв, она попадает в категорию посредственных игр.